# Kamilla Rydahl
Anna Linda Malin Kamilla Rydahl, född 4 januari 1967 på Ljusterö, är en svensk konstnär. 

## Konstnärskap
Rydahl är utbildad vid Malmö konstskola Forum och Konsthögskolan i Malmö, där hon blev MFA (1997); hon har därefter studerat vid Konsthögskolan Valand, Högskolan för Design och Konsthantverk och Författarskolan vid Lunds universitet. Hennes konst har visats på separat -och grupputställningar i Sverige och utomlands.

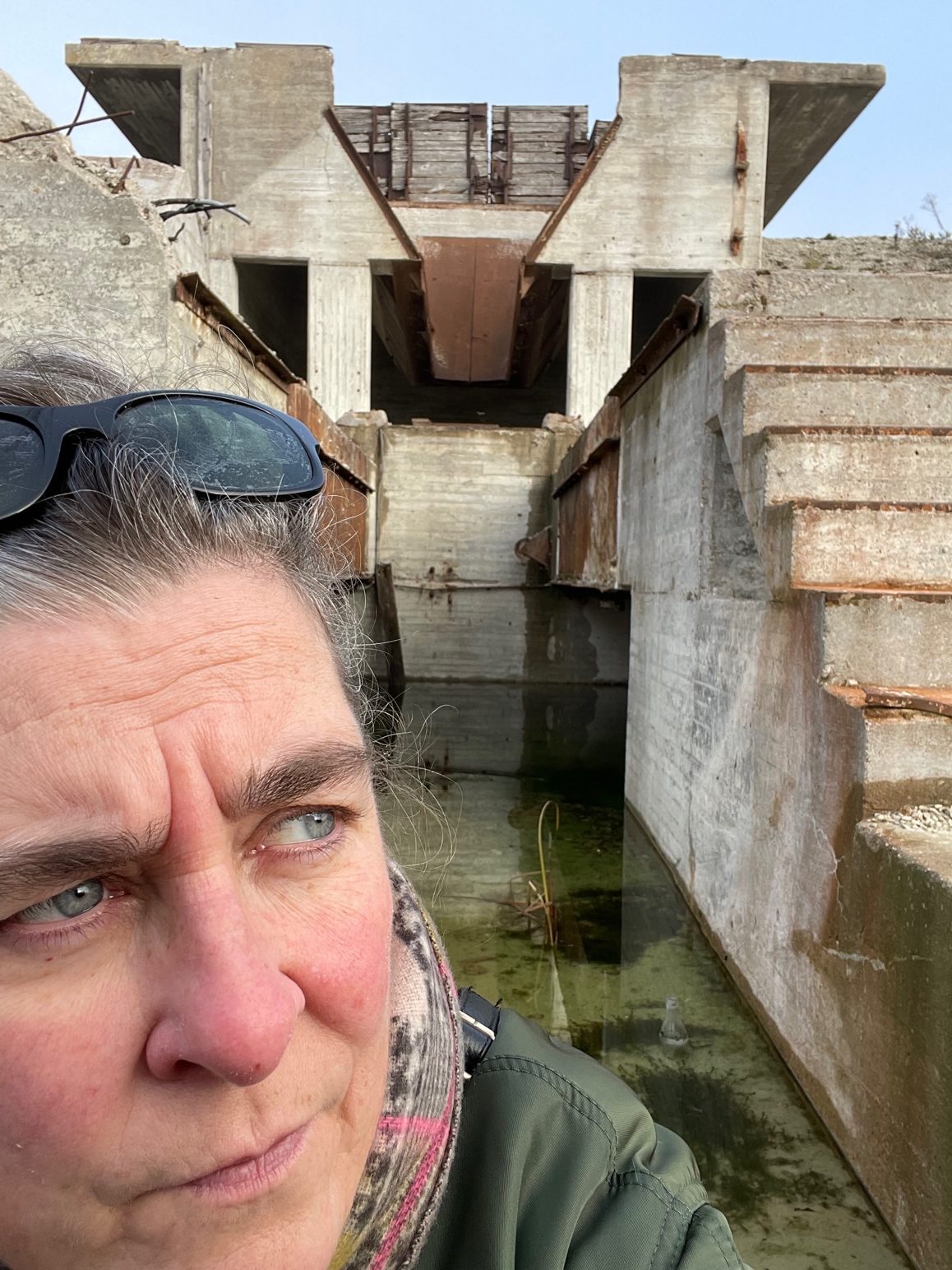
Kamilla Rydahl på Furillen, Gotland 2021 (självporträtt).

Kamilla Rydahls konst kännetecknas av ett intresse för det personliga och politiska framställt i konstnärliga gestaltningsformer som installation, performance, video, fotografi och konsthantverk - framförallt pappersklipp (så kallad psaligrafi). En annan bärande del av hennes praktik består av kulturpolitisk debatt. Här har Rydahl varit en pionjär, framförallt genom det internetbaserade konstnärspolitiska debattprojektet Bryt tystnaden om konsten och konstnärsrollen i samhället, som drevs under åren 1999-2001 tillsammans med Gunnar Krantz   Rydahl har även ägnat sig åt konstnärlig forskning på KonstLab, Konsthögskolan Valand.
Rydahls intresse för frågor om konstnärens roll och makt i det pedagogiska rummet innefattande etiska dimensioner beträffande konstnärsrollen i en pedagogisk kontext och ett problematiserande av konstnärlig praktik utanför konstfältet generellt kan härledas till hennes erfarenheter av att ha vuxit upp i kärnan av 68-rörelsens pionjärmiljöer, med Aktionsgruppen – och Arkiv Samtal, Modellen på Moderna Museet,  kollektivet Storsand i Dalarna och senare även i politiska miljöer i Gällivare och Malmberget, präglade av gruvstrejken och städerskestrejken. 
2006 blev Rydahl Skånes första konstkonsulent.  Hon arbetar idag som utvecklare på Region Skånes kulturförvaltning med fokus på konstnärers villkor och konstnärspolitiken i kulturpolitiken.

### Separatutställningar (i urval)
- Konstens Hus, Luleå. 2000.
- Staffanstorps Konsthall, Staffanstorp. 2000.
- Galleri 54, Göteborg. 1996.
- Forumgalleriet, Malmö. 1995.

### Grupputställningar (i urval)
- "Generation" Borås Konsthall, Borås. 2020.
- ”Malmö Konsthögskola 10 år”, Rooseum, Malmö. 2005.
- ”KonstLab”, Göteborgs Konstmuseum, Göteborg. 2004.
- ”SHOOT on tour - moving pictures by artists”. Kunstlerhaus Bethanien, Berlin. 2001
- ”Familjen/The family show”,  Uddevalla konstmuseum, Linköpings konsthall och Uppsala konstmuseum. 2000-1999.
- “Magic carpet”, Malmö Konstmuseum. 1998.
- “Monader”, Malmö Konsthall, Malmö. 1997.
- Art Genda, Köpenhamn. 1996.
- “You are what you is, Swedish video art”, Galleri Muu, Helsingfors. 1996.
- “Malmö - Amsterdam”,Gesellschaft  für Aktuelle Künst, Bremen. 1996.
- “Electronic undercurrents”, Statens Museum for Kunst, Köpenhamn. 1996.
- STHLM Art Fair, Sollentuna.1995.
- “Blått Snitt”, Moderna Museet, Stockholm. 1995.